# 플레벤주

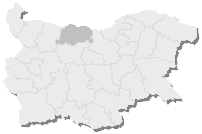
플레벤 주의 위치

플레벤주(불가리아어: Област Плевен)는 불가리아 중북부에 위치한 주로, 주도는 플레벤이며 면적은 4,333.54km2, 인구는 320,449명, 자동차 번호는 EH이다.
북쪽으로는 다뉴브강을 경계로 루마니아와 국경을 접하며 동쪽으로는 벨리코터르노보 주, 남쪽으로는 로베치 주, 서쪽으로는 브라차 주와 접한다. 11개 시를 관할한다.

## 인구
| 연도                      | 인구    | ±%     |
| ------------------------- | ------- | ------ |
| 1946                      | 347,299 | —      |
| 1956                      | 358,270 | +3.2%  |
| 1965                      | 366,347 | +2.3%  |
| 1975                      | 394,734 | +7.7%  |
| 1985                      | 382,634 | −3.1%  |
| 1992                      | 365,254 | −4.5%  |
| 2001                      | 329,064 | −9.9%  |
| 2011                      | 269,752 | −18.0% |
| 2021                      | 226,120 | −16.2% |
| 출처: pop-stat.mashke.org |         |        |

## 같이 보기
- 불가리아의 주